# Сан-Паю (Говея)
Сан-Па́ю (порт. São Paio) — район (фрегезия) в Португалии, входит в округ Гуарда. Является составной частью муниципалитета Говея. Находится в составе крупной городской агломерации Большое Визеу. По старому административному делению входил в провинцию Бейра-Алта. Входит в экономико-статистический субрегион Серра-да-Эштрела, который входит в Центральный регион. Население составляет 945 человек на 2001 год. Занимает площадь 15,50 км².
Покровителем района считается Святой Пелажиу (порт. S. Pelagio).